# Valter Skarsgård
Valter Skarsgård  (Estocolmo, 25 de octubre de 1995) es un actor sueco.

## Biografía
Skarsgård es el hijo más pequeño del actor Stellan Skarsgård y My Skarsgård, una doctora. Tiene siete hermanos, cinco del primer matrimonio de su padre: Alexander, Gustaf, Sam, Bill y Eija. Tiene dos medios hermanos, Ossian y Kolbjörn, del segundo matrimonio de su padre.

## Filmografía
- 2003 – Detaljer[8]
- 2003 – To Kill a Child
- 2007 – Arn – The Knight Templar[9]
- 2008 – Arn – The Kingdom at Road's End
- 2012 – Portkod 1321
- 2013 – IRL[10][11]
- 2013 – Love, videoclip de Emil Hero ft. Ledvig
- 2014 – Portkod 1525
- 2014 – Die Frauen der Wikinger – Odins Töchter (La mujer vikinga)[12]
- 2014 – Keep that dream Alive, videoclip de Vinsten
- 2016 – Siv sover vilse
- 2016 – Black Lake[13][14]
- 2016 – ManUNkind, videoclip de Metallica
- 2017 – Småstaden
- 2018 – Lords of Chaos[15]
- 2018 – Innan Vintern Kommer
- 2018 – Fun House